# Право на собственост
Правото на собственост е субективно право на притежаване на даден предмет.
В класическата дефиниция на римското право, правото на собственост се състои от три компонента – право на владение (възможност за физически контрол над предмета на собствеността), на ползване (възможност за извличане на ползи от предмета) и на разпореждане (възможност за установяване на нови правоотношения по отношение на предмета, включително за промяна на неговия собственик). Редица философи от епохата на Просвещението, като Джон Лок, разглеждат правото на собственост като естествено право. Съвременни документи, като Всеобщата декларация за правата на човека и Европейската конвенция за защита правата на човека и основните свободи, разглеждат правото на собственост като основно човешко право, което може да бъде ограничавано само по законов регламент и за целите на съществен обществен интерес, например за налагането на данъци.